# هریوینوف ویزد
هریوینوف ویزد (به چکی: Hřivínův Újezd) یک منطقهٔ مسکونی در جمهوری چک است که در ناحیه زلین واقع شده‌است. هریوینوف ویزد ۷٫۶۶ کیلومتر مربع مساحت و ۵۴۳ نفر جمعیت دارد و ۲۷۲ متر بالاتر از سطح دریا واقع شده‌است.